# 斯瓦尔巴
78°13′N 15°33′E / 78.217°N 15.550°E
斯瓦尔巴（挪威語：Svalbard，挪威語發音：[ˈsvɑ̂ːɫbɑr]）是挪威位於北极地区的群島，亦是挪威最北界的國土範圍。它坐落在歐洲大陸以北，約佇立於挪威大陸與北極點兩者正中間。群島橫跨北緯74°到 81°、東經10°到35°。斯匹次卑尔根岛（或稱史匹茲卑爾根島）是群島中最大的島嶼，其次是东北地岛與埃季島，故群岛前称為斯匹次卑尔根群岛（挪威語：Spitsbergen）（或稱史匹茲卑爾根群島）。最大的定居点是斯匹次卑尔根岛西海岸的朗伊尔城。
在17至18世紀，此地被當作捕鲸站使用，但其後遭廢棄。20世紀初，群岛开始有煤矿开采,一些长期社区如皮拉米登、巴伦支堡等随之建立。1920年簽訂的《斯瓦尔巴条约》確認了挪威對此地的主權，而1925年通過的《斯瓦尔巴法令》則確立了此地作爲挪威王國一部分，且為自由貿易園區及非軍事區的身份。目前，只有一家挪威國營公司以及一家俄羅斯國營公司在此地采煤。
斯瓦爾巴大學中心及斯瓦尔巴全球种子库皆坐落於此，因此研究和旅游業成爲了當地的重要輔助产业。除朗伊尔城外，岛上另有挪威研究站新奥勒松、以俄羅斯人爲主的採礦聚落巴倫支堡以及瑞典-挪威矿工定居点斯韦格鲁瓦（已于2020年关闭） 。群岛北侧还有其他定居点，但居民均为轮换的研究人员。各定居点间无公路相连，交通主要依靠雪地電單車、船隻以及航空器。斯瓦爾巴機場為斯瓦巴唯一一個機場，也是當地主要對外門戶。
行政區劃上，斯瓦尔巴群島獨立於挪威本土的11個郡，為一非建制地區，群島的最高行政首長為挪威政府委派的斯瓦尔巴总督。2002年，斯瓦巴群島首府朗伊爾城建立了一個民選地區議會，其職能與挪威本土之市議會相當。根据《斯瓦尔巴条约》，群岛享有特殊司法地位，不属于申根区、北欧护照联盟和欧洲经济区。同时，《斯瓦尔巴条约》的締約國公民在該島的逗留權與挪威本國公民相同，除非違反挪威政府法律，可無需申請、無需簽證自由進出該地，並且可以無時限地在此島居住。

## 历史
斯瓦尔巴群岛在12世纪由挪威人最早发现。
1596年，荷兰航海家威廉·巴伦支命名为“斯瓦尔巴”，意为“寒冷的海岸”，因此也意譯為「冷岸群島」。荷蘭人於1619年建立Smeerenburg。從1630年代初開始，一些人開始過冬。斯瓦爾巴的捕鯨活動一直持續到1820年代，當時荷蘭、英國和丹麥的捕鯨船遷往北極的其他地方捕鯨。到了17世紀後期，俄羅斯獵人來到了這裡。他們在更大範圍內過冬，捕獵北極熊和狐狸等陸地哺乳動物。
1890年代，斯瓦爾巴已成為北極旅遊的目的地。1899年，挪威人在伊斯峽灣沿岸進行了第一次採礦；到1904年，英國人在Adventfjorden建立了自己的基地，並開始了第一次全年運營。
1920年巴黎和會後，簽訂《斯瓦尔巴条约》，並将整個群岛的主权划给挪威。根据条约规定，所有签字国的公民在斯瓦尔巴拥有平等的经商权；同时该群岛维持军备废除的状态，责成挪威保护岛上居民安全及独具特色的自然荒野地貌。
1928年，意大利探險家翁贝托·诺毕尔和飛艇Italia的船員在Foynøya島海岸附近的冰層上墜毀，隨後的救援嘗試被媒體廣泛報導，斯瓦爾巴群島因此獲得了短暫的名聲。
斯瓦爾巴群島被英國人和德國人稱為斯匹次卑爾根，1940年4月，德國入侵挪威，但岛上的定居點繼續像以前一樣運作，開採煤炭並監測天氣。
1941年7月，在德國入侵蘇聯之後，皇家海軍對這些島嶼進行了偵察，以期將其用作向俄羅斯北部運送物資的行動基地，但該想法因不切實際而被拒絕。取而代之的是在蘇聯和挪威流亡政府的同意下，1941年8月，挪威和蘇聯在斯瓦爾巴群島的定居點被疏散，那裡的設施被摧毀。然而，挪威流亡政府決定在島上建立駐軍。
與此同時，德國人在1941年10月建立了自己的報告站，代號為“Banso” ，以應對氣象站的破壞。11月，四艘英國軍艦的訪問將其趕走，但後來又回來了。第二個氣象站“Knospel”於1941年在新奧勒松建立，一直保留到1942年。1942年5月，弗里瑟姆部隊抵達後，班索的德國部隊撤離。
1943年9月，在Zitronella行动中，包括戰艦提爾皮茨號在內的一支德國特遣部隊被派去攻擊駐軍並摧毀朗伊爾城和巴倫支堡的定居點。這實現了，但沒有什麼長期影響：挪威人離開後返回並重新建立了他們的存在。
1944年9月，德國人在东北地岛建立了他們的最後一個氣象站：Operation Haudegen；它一直運作到德國投降之後。1945年9月4日，這些士兵被一艘挪威海豹獵船帶走，並向船長投降。這群人是二戰後最後一批投降的德軍。
戰後，蘇聯提議挪威和蘇聯共同管理斯瓦爾巴群島並進行軍事防禦。挪威在1947年拒絕，並於兩年後加入北約。蘇聯在斯瓦爾巴群島保留了大量的民用活動，部分原因是為了確保該群島不被北約使用。
戰後，挪威在朗伊爾城和新奧勒松重新建立了業務，而蘇聯在巴倫支堡、皮拉米登和Grumant建立了採礦業。新奧勒松的礦場在1945年至1954年和1960年至1963年期間發生了幾起致命事故，造成71人死亡。國王灣事件由1962年的事故造成，造成21名工人死亡，迫使格哈德森的第三屆內閣辭職。
從1964年起，新奧勒松成為歐洲空間研究組織的研究前哨和設施。石油試鑽始於1963年，一直持續到1984年，但沒有發現商業上可行的油田。1975年，朗伊爾城斯瓦爾巴機場開通，允許全年服務。
在冷戰期間，蘇聯佔島上人口的三分之二（挪威人佔其餘三分之一），群島人口略低於4,000。從那時起，俄羅斯的活動大幅減少，從1990年到2010年，由2,500人下降到450人。Grumant在 1962年耗儘後關閉。
皮拉米登於1998 年關閉。巴倫支堡的煤炭出口於2006年因火災而停止，但在2010年恢復。

## 地理

斯瓦尔巴群岛的地图。行政中心朗伊尔城位于最大岛斯匹次卑尔根岛上，较大的岛屿还有东北地岛、埃季岛等

1920年簽訂的《斯瓦尔巴条约》將斯瓦巴群島的疆域定為北緯74°到81°、東經10°到35°之間的所有島嶼、坻和岩礁。斯瓦巴群島共佔地61,022平方公里，其中最大島斯匹次卑尔根岛面積佔全群島一半以上，其次为东北地岛和埃季岛。
除了在熊岛和希望島上的气象站外，所有定居点均位于斯匹次卑尔根岛。根据《斯瓦尔巴条约》，挪威政府拥有当时未被认领的全部土地（占群岛面积的95.2%）；挪威煤矿公司Store Norske Spitsbergen Kulkompani持有4%，俄罗斯煤矿公司Arktikugol持有0.4%，其他私人所有者合计0.4%。
由於位於北極圈内，此地冬季有84至128天的極夜，而夏季則有99至141天的极昼。斯瓦巴60%的领土被冰川覆盖，另外有30%為裸露岩层，餘下10%則有植物覆盖。矿藏有煤、磷灰石、铁、石油和天然气等。沿海地區是海象、海豹、北极狐和鯨類的棲息地，因此斯瓦尔巴有65%的地区都被作为自然公园保护，以维护其独特的原始生態系統。亦正因如此，整个地区有将近5,000隻北极熊棲息，超过了居民的数量。斯瓦爾巴群島多山地，最高点海拔1,712米。沿岸多峡湾。地处北极圈内，气候寒冷。
斯瓦爾巴群島的地貌形成于第四紀冰河時期，當時冰川將以前的高原切割成峽灣、山谷和山脈。最高峰是牛頓峰（1,717米）。最長的峽灣是Wijdefjorden（108 公里）。斯瓦爾巴群島属于高北极大火成岩省，2009年3月6日曾发生挪威史上最强的6.5级地震。

## 人口

### 人口統計
2022 年，斯瓦爾巴群島的人口為 2,504 人，其中 751 人是外籍人士（主要由俄羅斯人、泰國人、瑞典人、菲律賓人和烏克蘭人組成）。

### 定居點
朗伊爾城是群島上最大的定居點，該鎮設有醫院、中小學、大學、帶游泳池的體育中心、圖書館、文化中心、電影院、巴士交通、酒店、銀行、和幾個博物館。Svalbardposten報紙每週出版一次。 朗伊爾城幾乎沒有採礦活動；Sveagruva和 Luckerfjellet 的煤礦於2017年暫停運營，並於2020年永久關閉。
新奧勒松是一個永久性的研究定居點。它以前是一個採礦小鎮，現在仍然是挪威國有的國王灣公司經營的公司市鎮。雖然那裡也有一些旅遊業，但挪威當局對進入前哨基地作出限制，以盡量減少對科學工作的影響。波蘭在Hornsund運營波蘭極地站，有十名永久居民。
巴倫支堡是1998年皮拉米登被廢棄後，唯一一個永久有人居住的俄羅斯定居點。它是一個公司市鎮：所有設施都歸Arktikugol公司所有，該公司經營一個煤礦。除了採礦設施外，Arktikugol 還開設了一家酒店和紀念品商店，為從朗伊爾城一日遊或遠足的遊客提供服務。該村設有學校、圖書館、體育中心、社區中心、游泳池、農場和溫室等設施。皮拉米登擁有類似的設施；兩者均採用典型的二戰後蘇聯建築和規劃風格建造，包含世界上最北的兩座列寧雕像和其他社會主義現實主義藝術品。 截至2013年，仍有少數工人駐紮在廢棄的皮拉米登中，以維護基礎設施並經營酒店，該酒店已重新開放。

## 氣候
群島受到北大西洋暖流支配影響，夏季平均氣溫介於4°C（39°F）到6°C（43°F）之間，冬季一月氣溫則介於−16°C（3°F）到−12°C（10°F）之間，暖流在冬季影響更加明顯，本區明顯比同緯度的俄國與加拿大地區高了將近20°C（36°F）。其中山地比沿海平原夏季約溫暖2°C，冬季則寒冷3°C。由於群島南北橫跨北緯72度至81度的範圍，因此南北冬季平均溫差約5°C左右，夏季則為3°C。總體來說，東南部暖於西北部，群島東部比西部多降水，故有極地海洋性氣候的特色。

## 经济
斯瓦巴群島的经济支柱为采矿业及渔业，但旅遊業、勘探业、高等教育在20世纪末发展迅速。与挪威本土和扬马延不同的是，斯瓦尔巴屬於自由经济区和非軍事區，不属于申根区和欧洲经济区。旅客前往斯瓦爾巴，會在前一站（通常是挪威本土）離開申根區。

## 宗教
群島大多數人口都隸屬於挪威路德宗教會，群島上的天主教信徒是由天主教奧斯陸教區服務的。

## 交通
在朗伊爾城、巴倫支堡和新奧勒松，都有公路網，但它們並不相互連接。所有定居點都有港口，朗伊爾城有公交系統。
距離朗伊爾城3 公里（2 英里）的斯瓦爾巴機場是唯一提供群島外航空運輸的機場。北歐航空每天都有飛往特隆瑟和奧斯陸的定期航班。低成本航空公司挪威穿梭航空也有來往奧斯陸和斯瓦爾巴群島之間的服務，每週營運三到四次；還有去俄羅斯的不定期包機服務。巴倫支堡和皮拉米登有直升機場。

## 自然
除了人类，斯瓦尔巴群岛上还栖息着三种主要陆生哺乳动物：北极狐、斯瓦尔巴驯鹿以及意外引入的南部田鼠（仅存于格鲁曼特地区）。洋哺乳动物有15到20种，包括：鲸鱼、海豚、海豹、海象和北极熊。
北极熊是斯瓦尔巴的标志性象征，也是主要的旅游景点之一。北极熊受法律的保护，居民离开聚居区时被要求携带驱赶装置以防北极熊的袭击，并被建议随身配备枪支作为最后的防卫手段。 2011年曾发生北极熊袭击致死一名英国学生并致伤四人的事件。2018年7月，一只北极熊袭击并打伤了一名带领游客下游轮的警卫，随后被枪杀。2020年8月，一名荷兰游客在朗伊尔城露营地遭北极熊袭击身亡，肇事北极熊被击毙。 2022年，一只北极熊袭击致一名法国游客手臂受伤，该熊在被枪击后受伤离开，后经过专业评估对其实施了人道处置。 截至2021年，斯瓦尔巴约有300只北极熊。斯瓦尔巴与法兰士约瑟夫地群岛共同维持着约2,650只北极熊的种群规模，其中卡尔王地群岛是最重要的繁殖地。
斯瓦尔巴驯鹿（学名：Rangifer tarandus platyrhynchus）是该地区特有亚种，虽然它曾经濒临灭绝，但现在已经恢复至可合法狩猎的数量（北极狐亦属合法狩猎物种）。有观测记录显示，北极熊在极度饥饿的情况下会猎杀驯鹿。
群岛上记录的鸟类有约80种，多为候鸟。 巴伦支海是全世界海鸟最多的区域之一，夏末时节聚集约2000万只海鸟，以侏海雀、暴雪鹱、厚嘴海鸦及黑腿三趾鸥最为常见。16个物种被列入国际自然保护联盟濒危物种红色名录。两种鸣禽——雪鹀与穗䳭会迁徙至斯瓦尔巴繁殖，岩雷鸟是唯一越冬的鸟类。斯瓦尔巴的Storfjorden峡湾，Bjørnøya岛，Hopen岛，以及Nordvest-Spitsbergen国家公园是重要的海鸟繁殖地。
群岛曾发现侏罗纪时期的"掠食者X"（冯氏上龙）化石残骸，这是迄今发现的最大的恐龙时代海生爬行动物之一。
群岛遍布永久冻土与苔原，涵盖低、中、高北极植被带，已发现165种植物，但只有那些夏季解冻的区域（约占群岛10%）有植被生长。Nordenskiöld Land国家公园、伊斯峡湾（Isfjorden）周围以及受海鸟粪滋养的区域植被最茂盛。尽管降水稀少使群岛形成了草原气候，但由于寒冷的气候减少了水分的蒸发，植物仍能获得充足的水分。植物的生长期极短，可能只持续几个星期。斯瓦尔巴罂粟是群岛的象征性花卉。
斯瓦尔巴设有七座国家公园：Forlandet、内韦德峡湾国家公园、Nordenskiöld Land、Nordre Isfjorden Land、Nordvest-Spitsbergen、Sassen-Bünsow Land和Sør-Spitsbergen。.还有15处鸟类保护区、1个地质保护区和6个自然保护区——其中东北-斯瓦尔巴自然保护区与东南-斯瓦尔巴保护区的面积超过任何一个国家公园。大多数自然保护区和三座国家公园成立于1973年，其余保护区于21世纪初设立。1946年前的人类活动遗迹均自动获得保护。保护区面积占群岛总面积的65%。挪威已将斯瓦尔巴列入提名联合国教科文组织世界遗产的预备名录。

## 教育
朗伊尔城学校面向6至18岁的学生，是地球最北端的中小学。一旦学生年满16或17岁时，多数家庭会选择迁回挪威本土。 巴伦支堡设有服务于俄罗斯人社区的学校，截至2014年该校配备三名教师，但一直在努力应对福利资金的减少。1998年之前，皮拉米登社区也曾设有一所小学。
朗伊尔城还拥有一所不提供学位的高等教育机构——斯瓦尔巴大学中心（UNIS），这是地球最北端的高等学府。

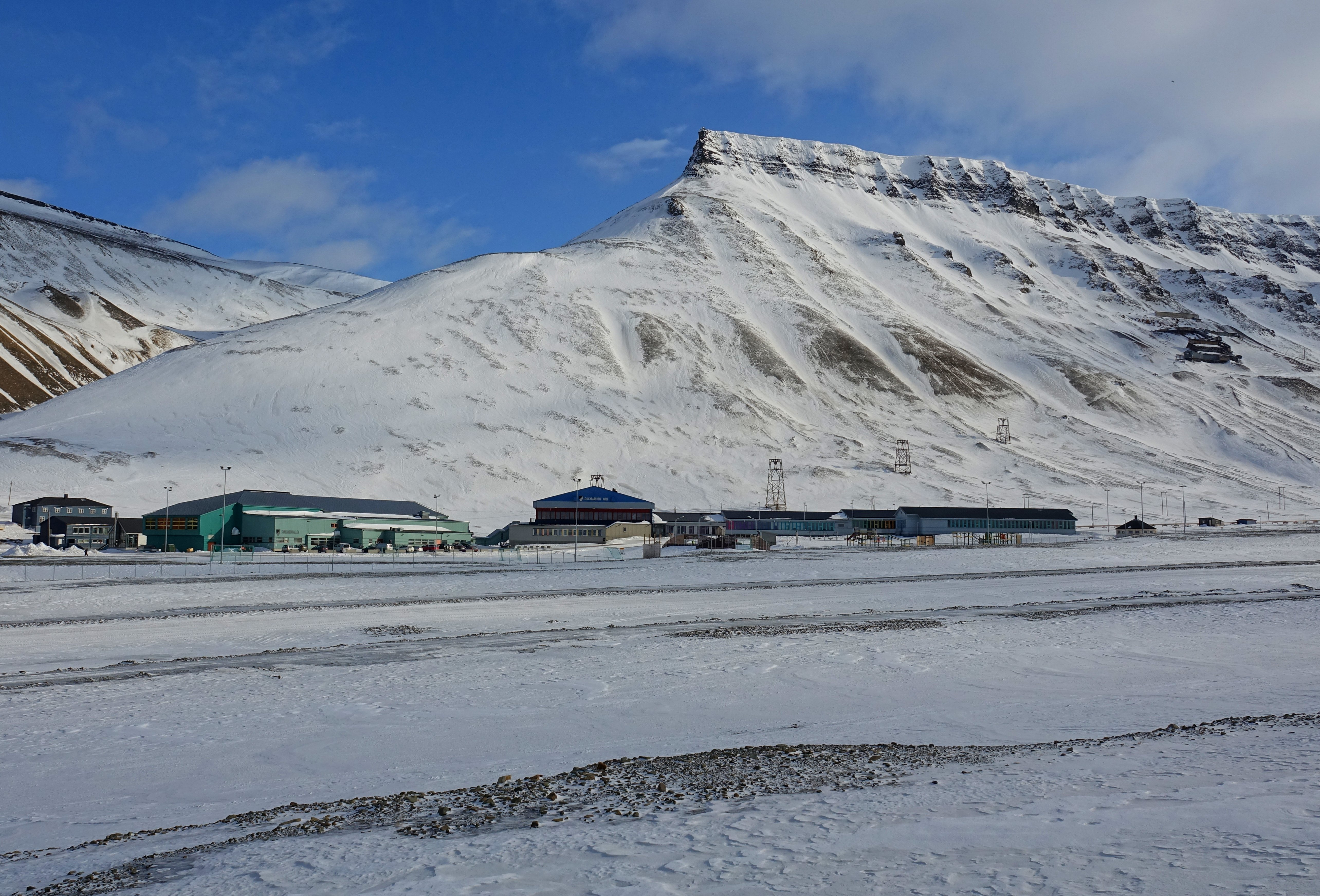
朗伊尔城学校
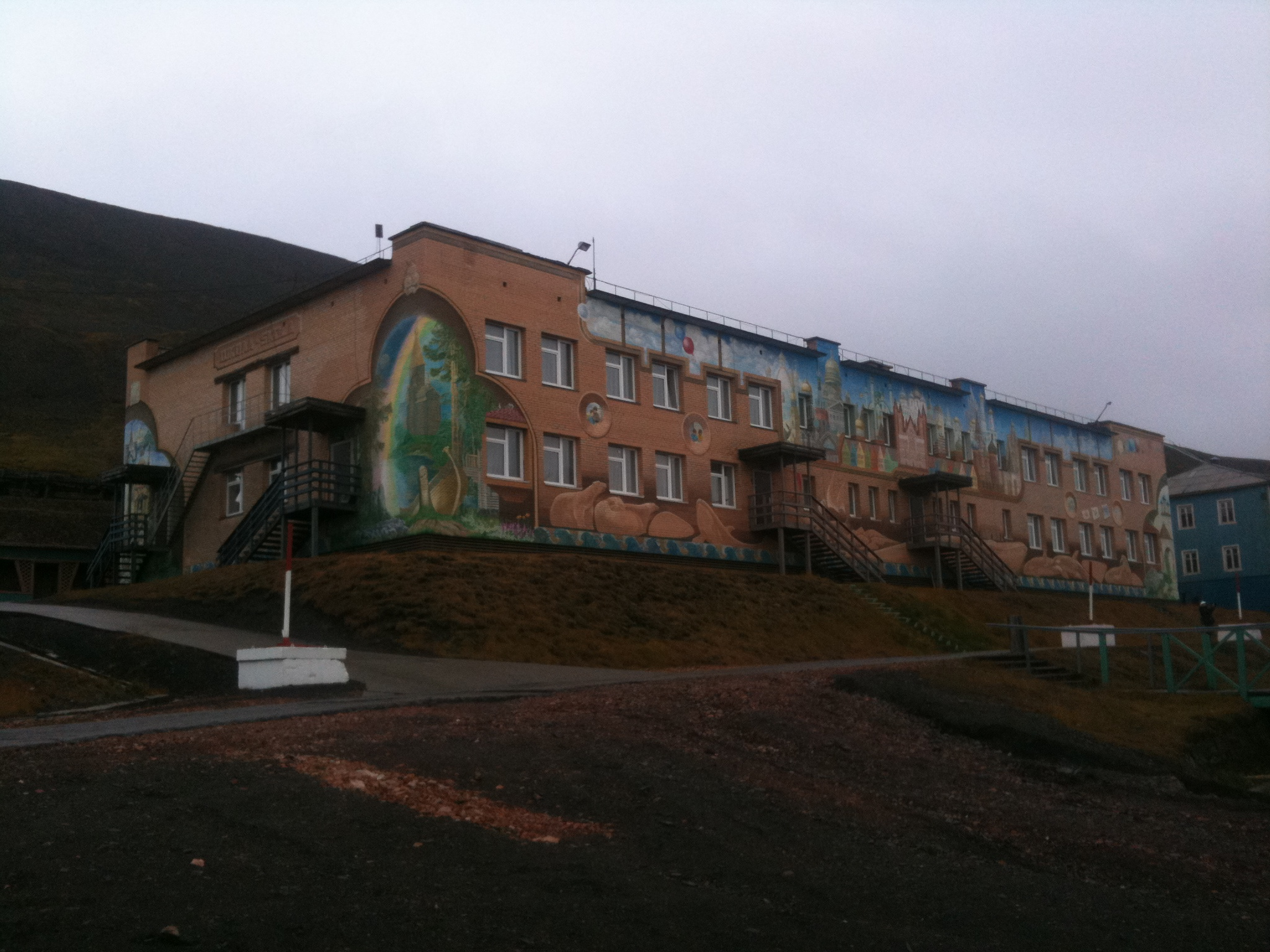
巴伦支堡学校
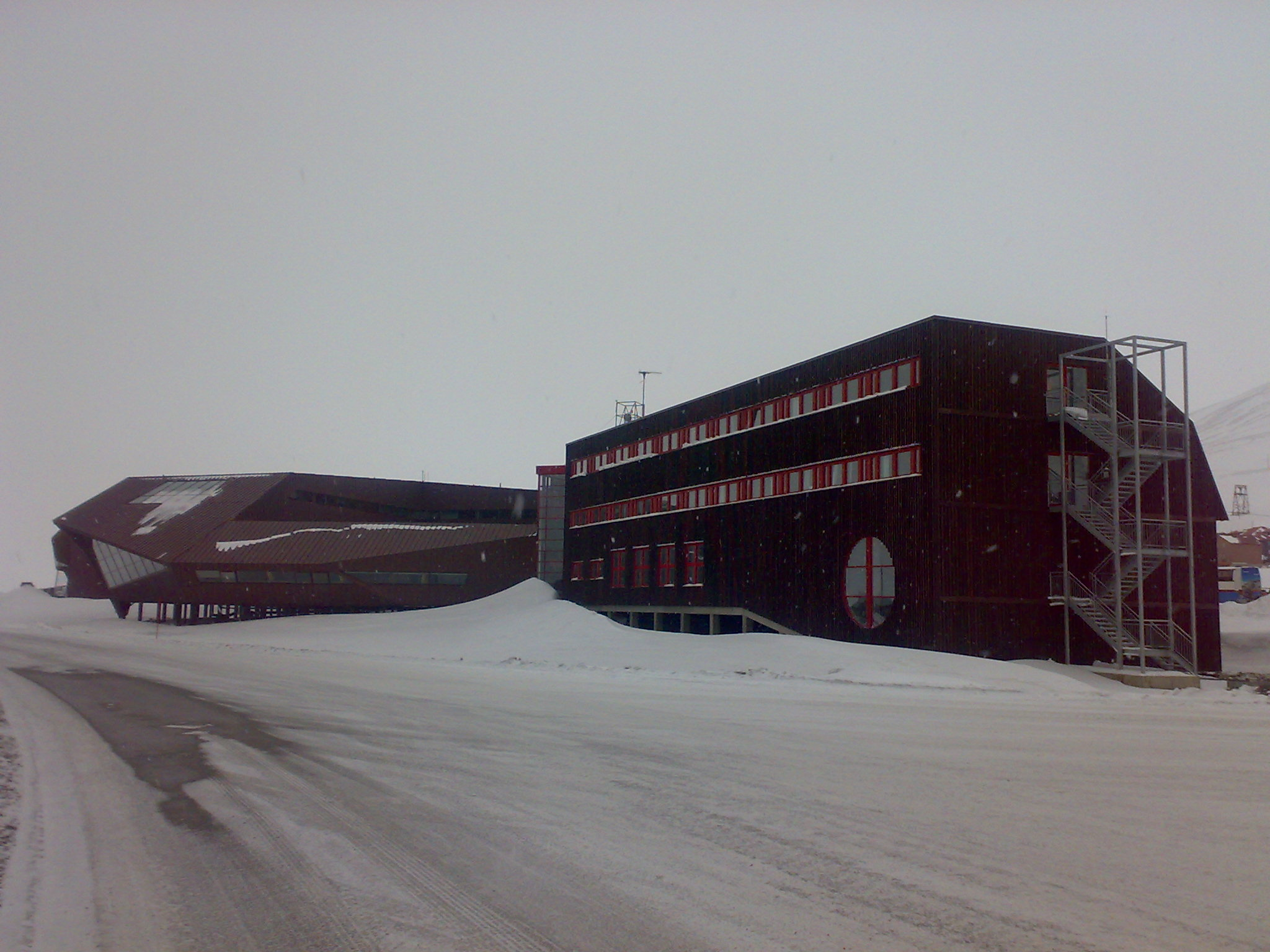
斯瓦尔巴大学中心 (UNIS)